# 2019년 세계 육상 선수권 대회
2019년 세계 육상 선수권 대회는 2019년 9월 27일부터 10월 6일까지 카타르의 수도 도하의 위치한 칼리파 국제경기장에서 개최된 제17회 세계 육상 선수권 대회이다.

## 개최 도시 선정
다음과 같은 도시들이 대회 유치를 신청했다.
- 스페인 - 바르셀로나
- 카타르 - 도하
- 미국 - 유진

국제 육상 경기 연맹(IAAF)은 2014년 11월 18일 모나코에서 열린 총회에서 카타르의 도하를 2019년 세계 육상 선수권 대회 개최 도시로 선정했다.